# Faith Leech
Faith Leech (n. 31 martie 1941, Bendigo⁠(d), Victoria, Australia – d. 14 septembrie 2013, Bendigo⁠(d), Victoria, Australia) a fost o înotătoare ce a reprezentat Australia, medaliată olimpică. A participat la o ediție a Jocurilor Olimpice (1956) în care a câștigat două medalii de aur și o medalie de bronz.